# Moroka Swallows Football Club
El Moroka Swallows Football Club és un club de futbol sud-africà de la ciutat de Johannesburg.

## Història
Va ser fundat als anys 40 per Ishmael Lesolang, Strike Makgatha i Johnny Kubheka. El seu nom original fou Congregated Rovers i més tard Moroka Rovers. El 10 d'octubre de 1947 adoptà el nom de Moroka Swallows.

## Palmarès
- South African Soccer League:[5]

1965
- Nedbank Cup:[6]

1983, 1989, 1981, 2004, 2009
- MTN 8:[6]

1975, 1979
- Sales House Cup:

1978
- National First Division:

2019-20